# Зимовище
Зимо́вище (укр. Зимовище) — село, входит в Иванковский район Киевской области Украины.
Население по переписи 2001 года составляло 165 человек. Почтовый индекс — 07203. Телефонный код — 4591. Занимает площадь 0,9 км². Код КОАТУУ — 3222086804.
Одна из улиц села названа в честь Героя Советского Союза Степана Петровича Рощупкина.

## Местный совет
07260, Київська обл., Іванківський р-н, с. Шпилі